# Lina Leandersson
Lina Leandersson (Falun, 27 settembre 1995) è un'attrice svedese.
È conosciuta per il ruolo di Eli, la vampira del film horror svedese del 2008 Lasciami entrare di Tomas Alfredson, ruolo che ha interpretato all'età di dodici anni.

## Biografia
Lina Leandersson inizia a recitare giovanissima, recitando in alcune rappresentazioni amatoriali in teatri locali, a cui seguono alcune brevi apparizioni televisive nel 2006.
Grazie al ruolo interpretato in Lasciami entrare ha ricevuto numerose nomination come migliore attrice fra cui il Chicago Film Critics Association Awards, Chlotrudis Awards, Young Artist Awards mentre ha vinto l'Online Film Critics Society Awards ed il Fangoria Chainsaw Awards.

## Filmografia
- Lasciami entrare (Låt den rätte komma in), regia di Tomas Alfredson (2008)